# Шаблоны J2EE
Шаблоны J2EE — набор шаблонов проектирования, описывающих архитектуру серверной платформы для задач средних и крупных предприятий. Эти шаблоны рекомендуется применять при проектировании приложений с использованием java-архитектуры J2EE для решения стандартных подзадач, указанных ниже:

## Intercepting Filter
Обеспечивает централизованную точку входа для управления обработкой запроса.

## Front Controller
Комбинирует Dispatcher, Front Controller и View Helper, откладывая обработку сигналов.

## Dispatcher View
Паттерн Dispatcher View, как и паттерн Service to Worker, описывает общую комбинацию других паттернов каталога. Оба этих макро-паттерна описывают комбинацию контроллера и диспетчера с видами и хелперами. Описывая общую структуру, они придают особое значение паттернам, которые связаны, однако имеют разное применение.

## Service to Worker
Паттерн (шаблон) Service to Worker, как и паттерн Dispatcher View, описывает общую комбинацию других паттернов каталога. Оба этих макро-паттерна описывают комбинацию контроллера и диспетчера с видами и хелперами. Описывая общую структуру, они придают особое значение паттернам, которые связаны, однако имеют разное применение.

## Composite View
Создание составного визуального представления

## View Helper
Обеспечивает предварительную и пост-обработку запроса.

## Business Delegate
Прячет сложности поиска и создания бизнес-сервисов.

## Service Locator
Управляет исполнением запросов, кэшированием результатов и их обработкой.

## Value List Handler
Собирает составной Value Object из многих источников данных.

## Value Object Assembler
Прячет сложность бизнес-объекта, централизует обработку workflow.

## Composite Entity
Обеспечивает обмен данными между слоями, уменьшая сетевой трафик.

## Value Object
Прячет сложность бизнес-объекта, централизует обработку workflow.

## Session Facade
Разделяет презентационный и сервисный уровни, обеспечивает интерфейсы фасада и посредника для сервисов.

## Data Access Object
Абстрагирует источник данных; обеспечивает прозрачный доступ к данным.

## Service Activator
Обеспечивает асинхронную обработку для компонентов EJB.